# Rione Alto (metropolitana di Napoli)
Rione Alto è una stazione della linea 1 della metropolitana di Napoli.

## Storia
I lavori ebbero inizio nel 1985. Venne inaugurata il 28 marzo 1993 contemporaneamente alle altre stazioni sotterranee della prima tratta. La realizzazione della stazione ha comportato un investimento complessivo di circa 49,4 milioni di euro.

## Strutture e impianti
La stazione, in galleria, occupa una superficie di 6 784 m², con un'area di intervento pari a 2 800 m². La profondità della stazione è di 43 metri, presenta una pendenza del 5,5% e dispone di 10 impianti e 3 uscite. Vi sono 42 metri di dislivello tra il piano ferro e il piano campagna.
Progettata dall'ingegnere Renato Miano, fa parte del circuito delle stazioni dell'arte.
Gli ingressi principali sono in via Giulio Palermo, corredati da un ascensore in via Pasquale Del Torto, mentre ulteriori uscite sono in via Mariano Semmola, in via Domenico Fontana ed in via Antonino D'Antona. Un'uscita la collega anche al vicino Istituto Pascale.
Il tratto dell'uscita in via Semmola è entrato nel circuito delle stazioni dell'arte e vi sono conservate installazioni di Antonio Tammaro, Achille Cevoli, David Tremlet, Giuseppe Zevola, Bianco-Valente, Katharina Sieverding, Marco Anelli ed altre di giovani artisti.

## Servizi
La stazione dispone di:
- Biglietteria automatica

## Interscambi
- Fermata filobus
- Fermata autobus

## Galleria d'immagini

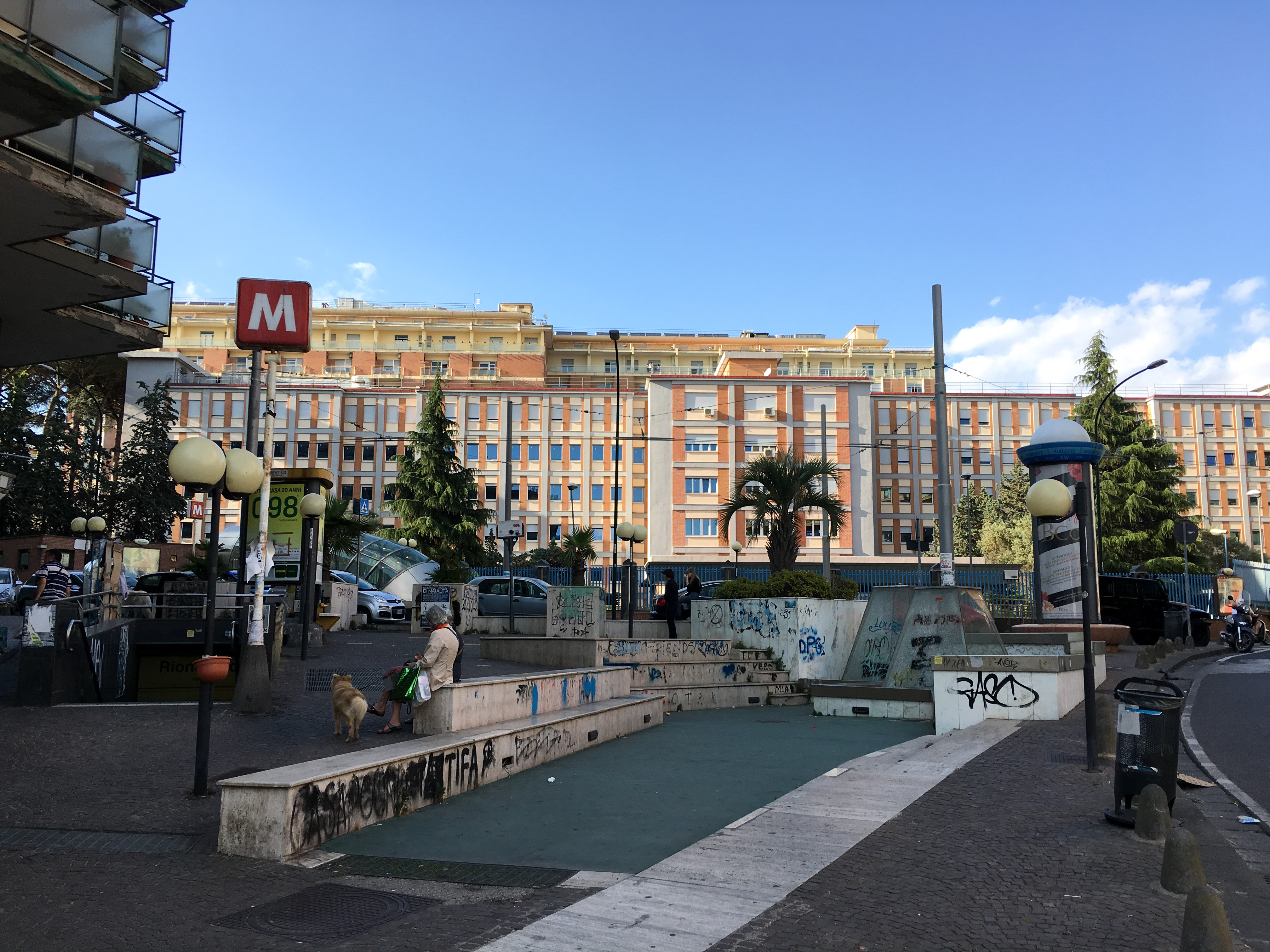
L'ingresso da via Domenico Fontana